# 莫阿拉弗勒謝伊鄉

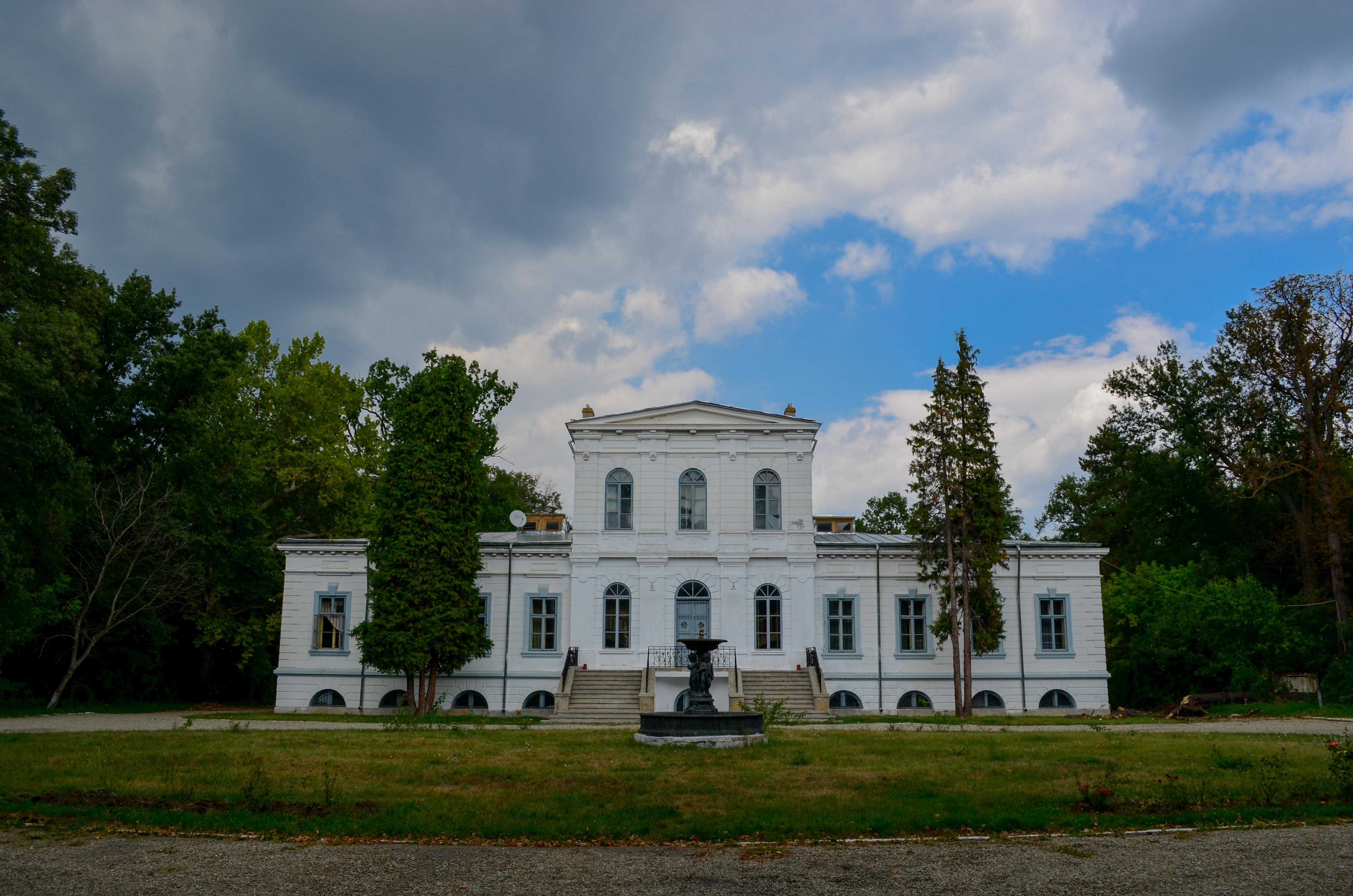

44°39′N 26°13′E / 44.650°N 26.217°E
莫阿拉弗勒謝伊鄉（羅馬尼亞語：Comuna Moara Vlăsiei, Ilfov），是羅馬尼亞的鄉份，位於該國南部，由伊爾福夫縣負責管轄，面積63平方公里，海拔高度89米，2007年人口5,717，人口密度每平方公里91人。